# 偉華企業
偉華企業有限公司，簡稱偉華企業（英語：WAI WAH ENTERPRISES LIMITED，港交所除牌時0281.HK），在1964年成立，曾經營香港和澳門物業、股票等投資。
在1987年9月15日，更名川河集團有限公司之前，該股份在1973年1月23日於香港交易所主板上市，但已被台灣知名房地產開發商湯臣集團收購，原有管理層一併退出。

## 連結
- Rivera.com.hk （页面存档备份，存于）